# シニスター・シックス
シニスター・シックス（Sinister Six）は、『スパイダーマン』などのマーベル・コミックの作品に登場する架空の犯罪組織。

## 概要
1964年、ドクター・オクトパスが、スパイダーマンを倒すために結成したのが始まり。他のメンバーは、ミステリオ、エレクトロ、クレイブン・ザ・ハンター、サンドマン、ヴァルチャー。
一度解散するも、1990年に再結成される。その後、メンバーや人数を変え、何度も登場した。
「スタン・リー命名の法則」に従い、イニシャルがS・Sである(Sinister Six)。
人気やインパクトの強さから、アニメなどの他のメディア作品でも登場することがある。その場合、設定が変わっている事もある（#アニメ版を参照）

## 登場作品・活動
『スパイダーマン』
1964年に初対決。1990年には、メイ・パーカー（ピーターの伯母）の婚約者を殺害した。
『デアデビル』
息のあったチームプレーでデアデビルを苦しめた。
『ファンタスティック・フォー』
ファンタスティック・フォーにチームプレーをさせないなど、窮地に陥れた。
『シビル・ウォー』
2006年~2007年。クロスオーバー作品。
その他、別のクロスオーバー作品ではキングピンと対決している。

## メンバー

### 1964年版（Original Sinister Six）
初代メンバー。リーダーはドクター・オクトパス。クレイヴンは1987年に死亡。
- ドクター・オクトパス
- ミステリオ（クエンティン・ベック）
- エレクトロ
- クレイヴン・ザ・ハンター
- サンドマン
- ヴァルチャー

### 1990年版（The Return of the Sinister Six）
クレイブンの代わりにホブゴブリンが加わった。リーダーはドクター・オクトパス。
- ドクター・オクトパス
- ミステリオ（クエンティン・ベック）
- エレクトロ
- サンドマン
- ヴァルチャー
- ホブゴブリン（ジェイソン・マッキンデイルJr.）

### 1992年版（Revenge of the Sinister Six）
サンドマンの代わりにゴグが加わった。リーダーはドクター・オクトパス。ミステリオはゾンビとして復活した。
- ドクター・オクトパス
- ミステリオ（クエンティン・ベック）
- エレクトロ
- ヴァルチャー
- ホブゴブリン（ジェイソン・マッキンデイルJr.）
- ゴグ（英語版）

### シニスター・セブン（Sinister Seven）
1995年に登場。Sinister SevenのイニシャルもS・Sである。リーダーはホブゴブリン。1997年にホブゴブリンは死亡。
- ホブゴブリン（ジェイソン・マッキンデイルJr.）
- ミステリオ（クエンティン・ベック）
- エレクトロ
- ヴァルチャー
- ビートル（エイブナー・ジェンキンス）
- スコーピア
- ショッカー

### 1999年版（Sandman's Sinister Six）
サンドマンがリーダーを務める。
- サンドマン
- エレクトロ
- ヴァルチャー
- クレイブン・ザ・ハンター（アリョーシャ・クラヴィノフ）
- ミステリオ（ダニエル・バークハート）
- ヴェノム（エディ・ブロック）

### シニスター・トゥエルブ（Sinister Twelve）
2005年に登場。リーダーであるグリーンゴブリンと三代目ヴェノムが中心となった。
- グリーンゴブリン（ノーマン・オズボーン）
- ヴェノムIII（マック・ガーガン）
- ヴァルチャー
- カメレオン
- リザード
- サンドマン
- エレクトロ
- ハイドロマン（英語版）
- ハンマーヘッド
- ショッカー
- トゥームストーン
- ブーメラン（英語版）

### 2006年版（Civil War's Sinister Six）
シビル・ウォーに登場。リーダーはドクター・オクトパス。
- ドクター・オクトパス
- ヴァルチャー
- ショッカー
- リザード
- トラップスター（英語版）
- グリムリーパー（英語版）

### 2012年版（"Big Time" Sinister Six）
リーダーはドクター・オクトパス。
- ドクター・オクトパス
- サンドマン
- エレクトロ
- ミステリオ（クエンティン・ベック）
- カメレオン
- ライノ

### 2013～2015年版（Sinister Six）
スーペリア・スパイダーマンに登場する。リビング・ブレインは後に離脱する。
- ブーメラン
- ショッカー
- 2代目ビートル（ジャニス・リンカーン）
- オーバードライブ（英語版）
- スピード・デーモン（英語版）
- リビング・ブレイン（英語版）

### 2018年版（Iron Spider's Sinister Six）
リーダーはアイアン・スパイダー。
- アイアン・スパイダー（英語版）（アーロン・デイヴィス）
- サンドマン
- エレクトロ（フランシーヌ・フライ）
- ホブゴブリン（ロデリック・キングスリー）
- ボムシェル（英語版）
- スポット（英語版）

## 新生シニスター・シックス（Newborn Sinister Six）

### 概要
1999年、ヴァルチャーとヴェノムが「スパイダーマンを倒す」という目的で同盟を組んだことにより、再結成される。

### 登場作品・活動
『スパイダーマン』
1999年に初対決。スパイダーマンの他に、ドクター・オクトパスやマッハ4（改心したビートル）などと闘う。

## 実写映画版
『アメイジング・スパイダーマン2』
本作のスピンオフ映画として、シニスター・シックスを主人公とした映画が計画されていたが、断念された。
ポストクレジットにて、グスタフ・フィアーズが「オズコープの技術を使った悪党軍団を結成する」と発言し、アレクセイをライノとし、登場予定であったスーパーヴィランのスーツのみ映される。

## アニメ版
この節では、各アニメ版について説明する。従って、原作コミックとは違う設定となっている部分もある。
下記のメンバーは、各自のスーパーパワーがスパイダーマンを上回るスーパーヴィランが多い。さらに、チームワークを駆使するため、スパイダーマンは苦戦させられた。
『スパイダーマン』（1990年）
第14話、第15話に登場。
メンバー
ドクター・オクトパス、ショッカー、ライノ、ミステリオ、スコーピオン、カメレオン
本作ではインシディアス・シックス(The Insidious Six)と呼称される。
劇中での活動
第14話（シーズン2第1話）にて、キングピンの画策で結成され、拘置されているスーパーヴィラン全員がメンバーとなった。
ショッカーとライノは、初登場の段階で既にキングピンと繋がりがあった。
ショッカーら5名は速やかにキングピンに従ったが、ドクター・オクトパスは参加を渋った。
当初、カメレオンがスパイダーマンに化け、残りの5人とスパイダーマンを誘き出す目的で悪事を働いていた。その為、J・ジョナ・ジェイムソンによりスパイダー・シックス（Spider-Six）と命名された。
戦力的にはスパイダーマンを圧倒していた。しかし、最後はスパイダーマンの機転によりチームワークを乱され、敗北。解散し、キングピンの傘下からも離れた。
備考
シーズン1には、クレイヴン・ザ・ハンター（原作コミック版初代メンバー）、ホブゴブリン（原作コミック版二代目メンバー）が登場していたが、インシディアス・シックスには参加していない（クレイブンは国外へ退去、ホブゴブリンはいずこかへ逃走している）。
その他にシーズン1に登場したヴィランは、リザード、ヴェノム、キングピン、スパイダー・スレイヤー（スペンサー・スマイス、アリスター・スマイス）。ノーマン・オズボーンも登場したが、グリーンゴブリンはシーズン1には未登場。
刑務所での対応
ドクター・オクトパスは、コスチュームのまま、腰掛けた状態で独房に監禁されていた（4本の人工金属アームは、伸ばした状態で壁に固定）。
ショッカーもコスチュームのまま収監されていた（衝撃波を発するパーツは取り上げられていた）。
ミステリオはクェンティン・ベックの姿で収監されていた。
『スペクタキュラー・スパイダーマン』(2009年）
シーズン1 第11話に登場。また、シーズン2 第3話に新メンバーが追加され登場。
メンバー
| シーズン1            | シーズン2                |
| -------------------- | ------------------------ |
| ドクター・オクトパス | クレイヴン・ザ・ハンター |
| ショッカー           | ミステリオ               |
| ライノ               |                          |
| エレクトロ           |                          |
| ヴァルチャー         |                          |
| サンドマン           |                          |

劇中での活動
第11話（シーズン1）にて、ビッグマン（トゥームストーン）の画策で結成された。
拘置されているヴィラン全員がメンバーとなった。
初戦でスパイダーマンを圧倒したものの、再度の対戦でエイリアンスーツ（シンビオート）に敗北する（この時、ピーターの意識はなかった）。なお、スパイダーマンは前話からブラックコスチューム（エイリアンスーツ）を着用している。
備考
ライノとサンドマンは、スーパーヴィランになる以前からチームを組んでいた。また、ハンマーヘッド（トゥームストーンの代理として）の傘下にあった。2人をスーパーヴィランにした実験には、ハンマーヘッド、ノーマン・オズボーン、オットー・オクタヴィアス（オットー・オクティヴィアス）（後のドクター・オクトパス）が立ち会っている。
モンタナにショッカーのコスチュームを渡したのはハンマーヘッドである。初登場の段階で、モンタナはビッグマンの傘下にあった。
ヴァルチャーがスーパーヴィランになった原因には、ノーマン・オズボーンとオットー・オクタヴィアス（オットー・オクティヴィアス）が関係している。
本作では、この時点で登場しているヴィランの大半がメンバーとなっており、スパイダーマンは「リザードとグリーンゴブリンがいない」と語った。
第10話には、ブラックキャットとカメレオンも登場したが、両者とも逃亡している。なお、カメレオンのサポートでクェンティン・ベックらが登場しているが、ミステリオになる事もなく逮捕された。
1990年代版は、ミステリオとカメレオンというトリッキーなタイプが加わっているが、『スペクタキュラー・スパイダーマン』では攻撃力の高いメンバー編成となっている（サンドマンはトリッキーな戦法も使用可能ではあるが、直接攻撃の能力も高い）。これにより、ブラックコスチューム（エイリアンスーツ）の能力の高さが目立っている。
シーズン2・第3話では2人ずつ順にスパイダーマンに襲い掛かるという戦法を取った。
スパイダーマンは前回（シーズン1）のメンバーと同一だと思い込み、エレクトロとヴァルチャー、ライノとサンドマンを倒した後、次にドクター・オクトパスとショッカーが出て来ると悟ったがミステリオの思惑（悟った通りドクター・オクトパスとショッカーがビルに立っていたがミステリオの幻覚であった）通り罠にはまってしまった。
刑務所での対応
サンドマン、ライノは独房に隔離されていた。「脱獄の動きが見られる場合は、ガスにより麻痺させる」との警告メッセージが流れる。
ドクター・オクトパス、ショッカー、ヴァルチャーは、装備を取り上げられ、普通の囚人同様に赤い囚人服を着て収監されていた（ドクター・オクトパスの人工金属アームはそのままだったが、電源は没収されていた）。
エレクトロはセラピーを受けていたが、腕輪を装着し、退院（退院後、腕輪は破壊した）。
『アルティメット・スパイダーマン』（2012年-2016年）
シーズン2 第31話・第51話に登場。また、シーズン4 第88話・第89話に新メンバーとして登場。
メンバー
全話通してリーダー格はドクター・オクトパス。
| S2 第31話                | S2 第51話    | S4 第88話                | S4 第89話      |
| ------------------------ | ------------ | ------------------------ | -------------- |
| ドクター・オクトパス     |              |                          |                |
| クレイヴン・ザ・ハンター |              |                          |                |
| ライノ                   |              |                          |                |
| エレクトロ               | エレクトロ   | エレクトロ               | ヴァルチャー   |
| リザード                 | リザード     | グリーンゴブリン         | リザード       |
| ビートル                 | スコーピオン | ハイドロマン             | スコーピオン   |
| ビートル                 | スコーピオン | スカーレット・スパイダー | クロスボーンズ |

劇中での活動
ドクター・オクトパスによって結成された。
ショッカーとライノは、初登場の段階で既にキングピンと繋がりがあった。
初めは息が合っているように見えたが、コナーズ教授としての記憶がうっすら残るリザードと、気の荒いクレイヴンが衝突し、それを止める為にエレクトロが撃った電撃がライノに当たってライノが怒り、ドクター・オクトパスとビートルもろとも飛ばされてチームワークが悪くなり始めた。
そのままピーターの罠にライノがはまってラボが水浸しになりエレクトロがショート。自由の女神でチームと合流したピーター達に敗北。リザードは下水を通ってピーターに言葉を残して逃げたが、残りのメンバーはS.H.I.E.L.D.に捕らえられた。
その後、ドクター・オクトパスはシーズン4･第88話でシニスター・シックス（Sinister Six）より強力な集団として、シニスター・セブン（Sinister Seven）を結成した。
『マーベル スパイダーマン』（2017年）
シーズン1 第18話・第24話に登場。シニスター・ファイブ（Sinister five）とも呼ばれる。
メンバー
ドクター・オクトパス、ヴァルチャー、ライノ、アリスター・スマイス、スティール・スパイダー。

## ゲーム版
『Marvel's Spider-Man』（2018年）
メンバー
ドクター・オクトパス、ミスター・ネガティブ、エレクトロ、ライノ、スコーピオン、ヴァルチャー
リーダー格はドクター・オクトパス。
劇中での活動
ニューヨーク市長のノーマン・オズボーンを恨み復讐を企むドクター・オクトパスとミスター・ネガティブが中心となり、ノーマン失脚のための計画を立案した。
ミスター・ネガティブ、エレクトロ、ライノ、スコーピオン、ヴァルチャーは「ラフト｣に収監されていたが、ドクター・オクトパスの計画により脱獄に成功した。またその際、ドクター・オクトパスが改良を施した装備もそれぞれ貰っている。
しかし、エレクトロとヴァルチャーはオズコープ発電所でスパイダーマンとの戦いに敗れ、ライノとスコーピオンも港での戦いで敗れた。その後、ミスター・ネガティブはオズコープ本社襲撃の際に倒され、ドクター・オクトパスもノーマンの拉致には成功するが最終的に倒されて、メンバー全員が逮捕された。
目的
ミスター・ネガティブはノーマンへの復讐、エレクトロは純粋なエネルギー体への進化、ライノはスーツからの解放、スコーピオンは多額の借金返済、ヴァルチャーはガンの治療薬の入手をオクトパスに叶えてもらうために、彼が練った計画に沿って働いた。
役割
ミスター・ネガティブはウイルスの解毒剤の入手、エレクトロはオズコープ発電所の奇襲、ライノはオズコープ救護センターの襲撃、スコーピオンは貯水池の汚染、ヴァルチャーはスパイダーマンを誘導するという役割が与えられていた。最終的な計画の目標はオズコープ本社への直接攻撃だった。

## アトラクション版
『アメイジング・アドベンチャー・オブ・スパイダーマン』
メンバー
ドクター・オクトパス、ホブゴブリン、エレクトロ、ハイドロマン、スクリーム
リーダー格はドクター・オクトパス。
ドクター・オクトパスによって結成された。
本作ではシニスター・シンジケート（Sinister Syndicate）と呼称される。Sinister SyndicateのイニシャルもS・Sである。
劇中での活動
ゲストがニューヨークの新聞会社・デイリービューグル社の見学をしている最中に、無人のオフィスでは、ニュース番組の中継が放送されており、ニューヨークの街でドクター・オクトパス率いるシニスター・シンジケートは、ドクター・オクトパス自身が発明した、どんなものでも浮かせられる奇妙な緑色の浮遊光線を放つ反重力砲を使ってマンハッタンとニューヨークの街を包囲していた。自由の女神を盗む大事件を発生させ、降伏しない場合は、破壊すると脅していた。
同社の記者全員が、選択の余地がないと編集長・J・ジョナ・ジェイムソンを残して、逃げていたため、そこで編集長・J・ジョナ・ジェイムソンは、ゲストを最新の取材用車両「スクープ」に現場へと向かわせる。
ゲストが取材用車両「スクープ」に乗車した後、マンハッタンの裏路地へ向かうと、スパイダーマンに遭遇する。スパイダーマンは、ドクター・オクトパス率いるシニスター・シンジケートの悪事を警告するが、ゲストが乗車した取材用車両「スクープ」は、そのままドクター・オクトパス率いるシニスター・シンジケートが隠れる倉庫へと向かう。
エレクトロ、ドクター・オクトパスとスクリーム、ハイドロマン、ドクター・オクトパス、ホブゴブリンの順にゲストが乗車した取材用車両「スクープ」とスパイダーマンに襲い掛かる。
ゲストが乗車した取材用車両「スクープ」は、ニューヨーク市の通りへと向かう。ニューヨーク市の通りでスパイダーマンに「あんたの射撃はその髪型と同じくらい酷いな」とギャグまたはジョークを飛ばされ、それに激怒したドクター・オクトパスが反重力砲を使ってゲストが乗車した取材用車両「スクープ」に射撃を撃ってゲストが乗車した取材用車両「スクープ」もろとも120ｍ（400ft）の高さの空中に持ち上げて浮かせた。
反重力砲を使ったドクター・オクトパスによって、120ｍ（400ft）の高さの空中に持ち上げられて浮かせられたゲストが乗車した取材用車両「スクープ」をスパイダーマンが地上へ戻そうと助けに入るも、ドクター・オクトパス率いるシニスター・シンジケートに襲われてしまい、ホブゴブリンとスクリームの2人がスパイダーマンに襲い掛かり、スパイダーマンを妨害して攻撃を仕掛け、スクリームはスパイダーマンとの戦いに敗れる。ホブゴブリンはグライダーでゲストが乗車した取材用車両「スクープ」に体当たりをしたが、ゲストが乗車した取材用車両「スクープ」に体当たりによる激突したことでグライダーから転落し、自滅した。エレクトロとハイドロマンの2人がスパイダーマンに襲い掛かり、スパイダーマンにエレクトロが撃った電気エネルギーの電撃が肉体を液状したハイドロマンに当たり爆発を起こしてスパイダーマンに敗れる。ドクター・オクトパスは反重力砲を重力にして射撃を撃って反重力を解除し、ゲストが乗車した取材用車両「スクープ」を墜落させるがスパイダーマンに敗れ、ゲストが乗車した取材用車両「スクープ」はゲストもろとも墜落しそうになったが、間一髪のところでスパイダーマンが発射したスパイダー・ウェブ（クモ糸）で着陸してゲストが乗車した取材用車両「スクープ」はスパイダーマンに救われた。その後、ドクター・オクトパス率いるシニスター・シンジケートのメンバー全員はスパイダーマンに捕らえられ、スパイダーマンのクモ糸でグルグルに巻きつけられてドクター・オクトパス率いるシニスター・シンジケートのメンバー全員が逮捕された。自由の女神はリバティ島に戻った。